# Knut Bry

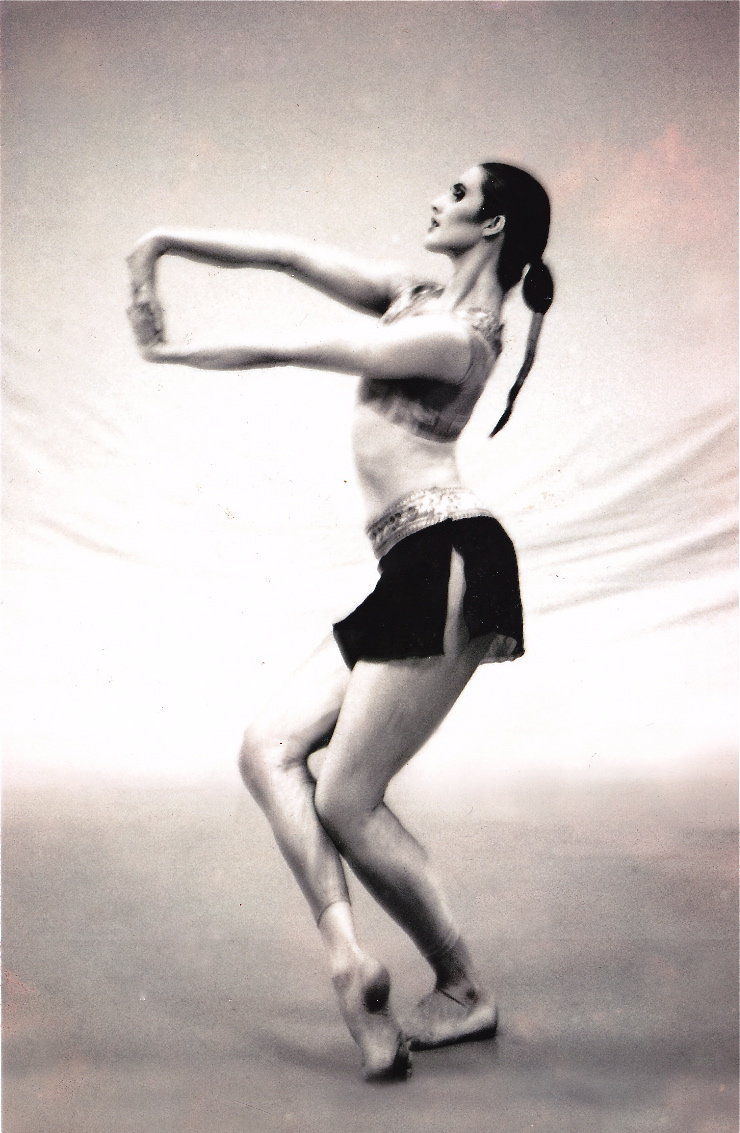
Knut Bry: Babiesbabel

Knut Bry celým jménem Knut Johannes Bry (* 3. října 1946, Hallingdal, Norsko) je norský reklamní fotograf. Spolupracuje se světovými časopisy orientovanými na reklamu a podílí se svými fotografiemi na publikacích a knihách o umění, módě, životním stylu a gastronomii.

## Život a dílo
Narodil se a vyrůstal na rodinné farmě v Hallingdalu. Jeho otcem byl Knut Knutsen Bry (1901– 1986), farmář, řezbář a učitel, jeho matkou Sophie, rozená Anfinsetová (1911– 1996). Po ukončení střední školy nastoupil jako učeň v hotelové kuchyni ve městě Al, poblíž svého rodiště. Později pracoval jako šéfkuchař bez diplomu v hotelu Norum v Oslu.
V roce 1970 vyhrál fotografickou soutěž v časopise a začal se věnovat své další velké zálibě, módnímu návrhářství. V letech 1970 – 1975 byl zaměstnán u Franka Varnera, norského módního a textilního magnáta, odkud odešel do Paříže, kde jeho fotografie vlastní módy přitahovaly větší pozornost než samotné módní návrhy.
Všechny tři jeho záliby, gastronomie, móda a fotografie se spojily v jeho dalším povolání módního a reklamního fotografa, kterým se stal, bez formálního fotografického vzdělání, v roce 1975, ve svých 29 letech. Za svoji práci byl oceněn jako „módní fotograf roku 1986“ v USA a „fotograf roku 1989“ v Norsku. Od roku 1980 vystavuje pravidelně v galeriích a muzeích ve své vlasti (kulturní centrum Henie Onstad v Oslu, Preus Fotomuseum v Hortenu, Nord Norske Kunstsamlinger aj.) i v zahraničí (Espace Canon v Paříži, Norilsk v Rusku a další).
Spolupracoval s populární norskou hudební skupinou A-ha (1982–2010)  v začátcích její kariéry. Je autorem přebalu alba Scoundrel Days, které skupina nahrála v roce 1986 a také režíroval video s živou nahrávkou skladby I've Been Losing You během pobytu skupiny na Havaji v červnu roku 1986.
Přispívá do časopisů Condé Nast Traveller, Elle, Vogue, Esquire, Vanity a mezi jeho klienty patří i světoznámé firemní značky Nike, Christian Dior, Pierre Cardin, Yves Saint Laurent, Piz Buin, Statoil, Citroen, Mercedes, Saab nebo Volvo.
Kromě reklamních fotografií se věnuje i volné tvorbě, která byla též předmětem jeho výstavy That & This v roce 2009 v New Yorku.
Knut Bry vystupuje jako aktivní ochránce životního prostředí. V této oblasti spolupracuje s nadací Bellona (Bellona Foundation), která byla založena v Oslu v roce 1986 a bojuje proti negativním aspektům života konsumní společnosti.

### Publikace ( výběr)
- 2005 – Friends of Glass (umělecké sklo a bižuterie výtvarnice Camilly Prytzové a akvarely Kennetha Hansena)
- 2006 – Knut Bry, O. H. Hauge, Oslo

## Výstavy (výběr)
- 1999 – Photo Fair, Göteborg
- 2006 – Stenersenmuseet, Oslo
- 2009 – That & This (nekomerční fotografie na hliníkových deskách), Heiberg Cummings, New York[3]

## Ocenění
- 1994 – Norské prestižní fotografické ocenění udělované Norges Fotografforbund[4]
- 2006 – Buskerud fylkes kulturpris (Buskerud County's Culture Prize)

## Galerie

Jon Morten Melhus
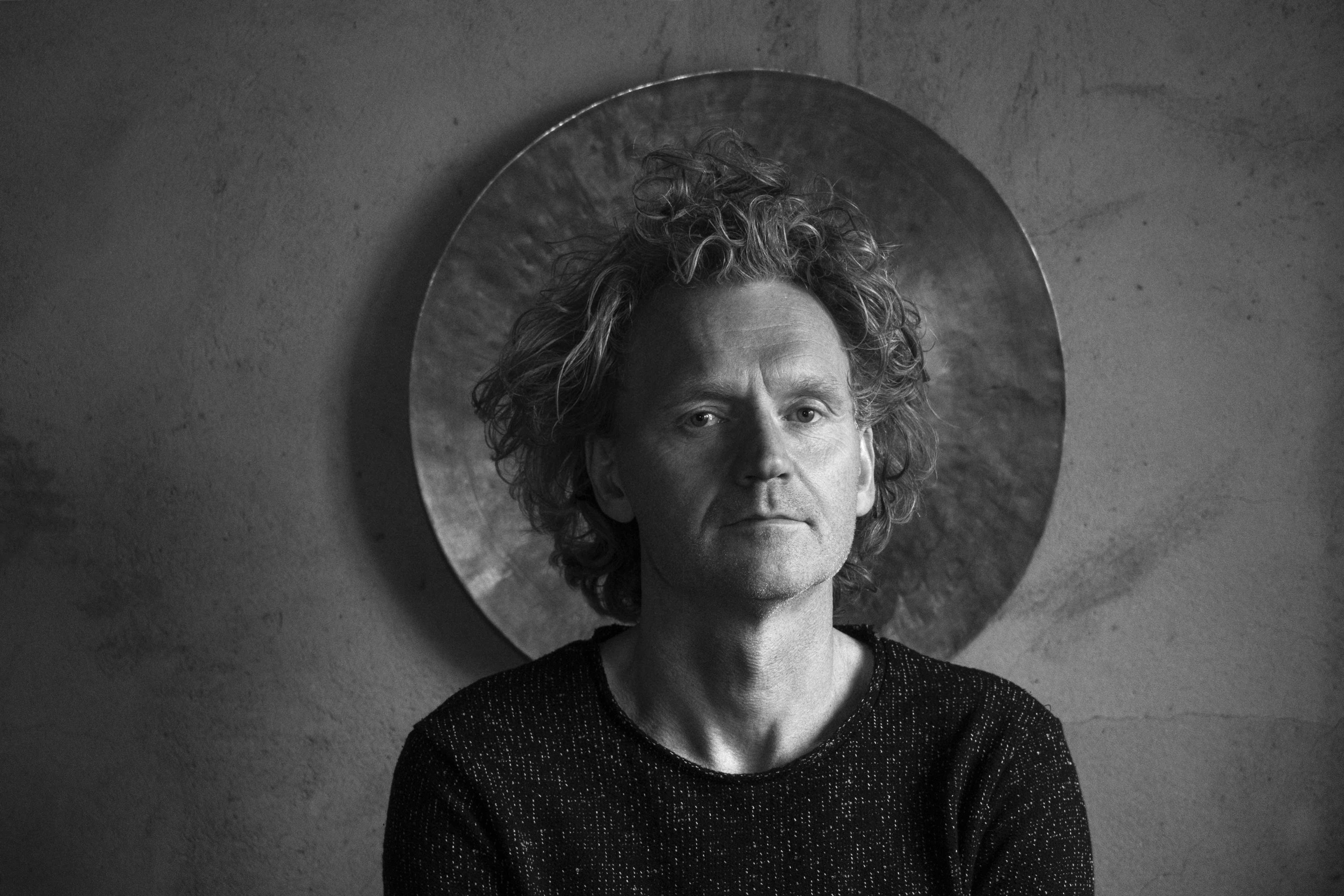
Terje Isungset
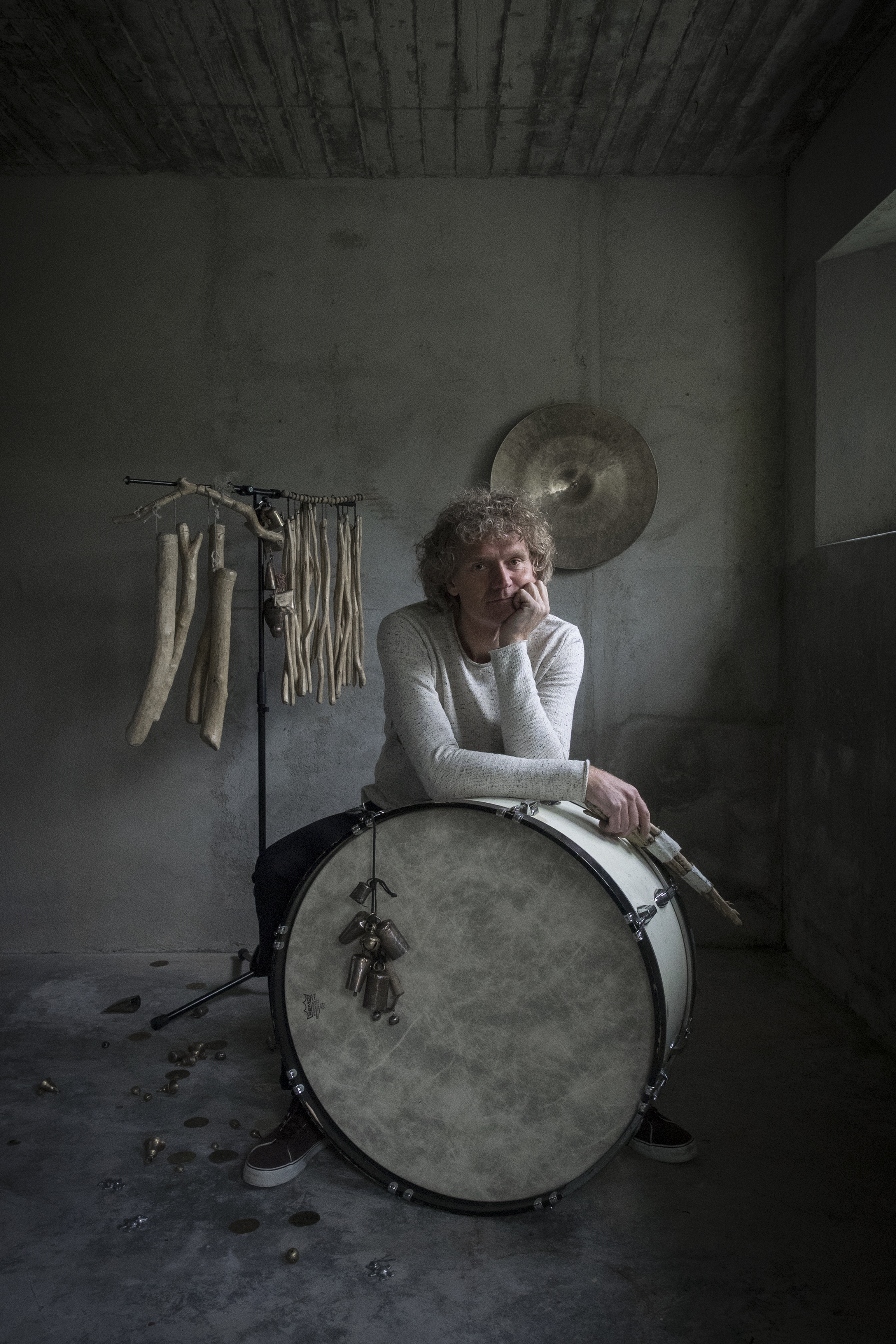
Terje Isungset